# Cataractispora bipolaris
Cataractispora bipolaris är en svampart som först beskrevs av K.D. Hyde, och fick sitt nu gällande namn av K.D. Hyde, S.W. Wong & E.B.G. Jones 1999. Cataractispora bipolaris ingår i släktet Cataractispora och familjen Annulatascaceae.   Inga underarter finns listade i Catalogue of Life.